# Tharra marlatti
Tharra marlatti är en insektsart som beskrevs av Nielson 1975. Tharra marlatti ingår i släktet Tharra och familjen dvärgstritar. Inga underarter finns listade i Catalogue of Life.